# Cazères
Cazères (auch: Cazères-sur-Garonne; okzitanisch: Casèras) ist eine französische Gemeinde mit 4.818 Einwohnern (Stand: 1. Januar 2022) im Département Haute-Garonne und der Region Okzitanien. Cazères gehört zum Arrondissement Muret und ist der Hauptort (chef-lieu) des Kantons Cazères. Die Einwohner werden Cazèrien(ne)s genannt.

## Geographie

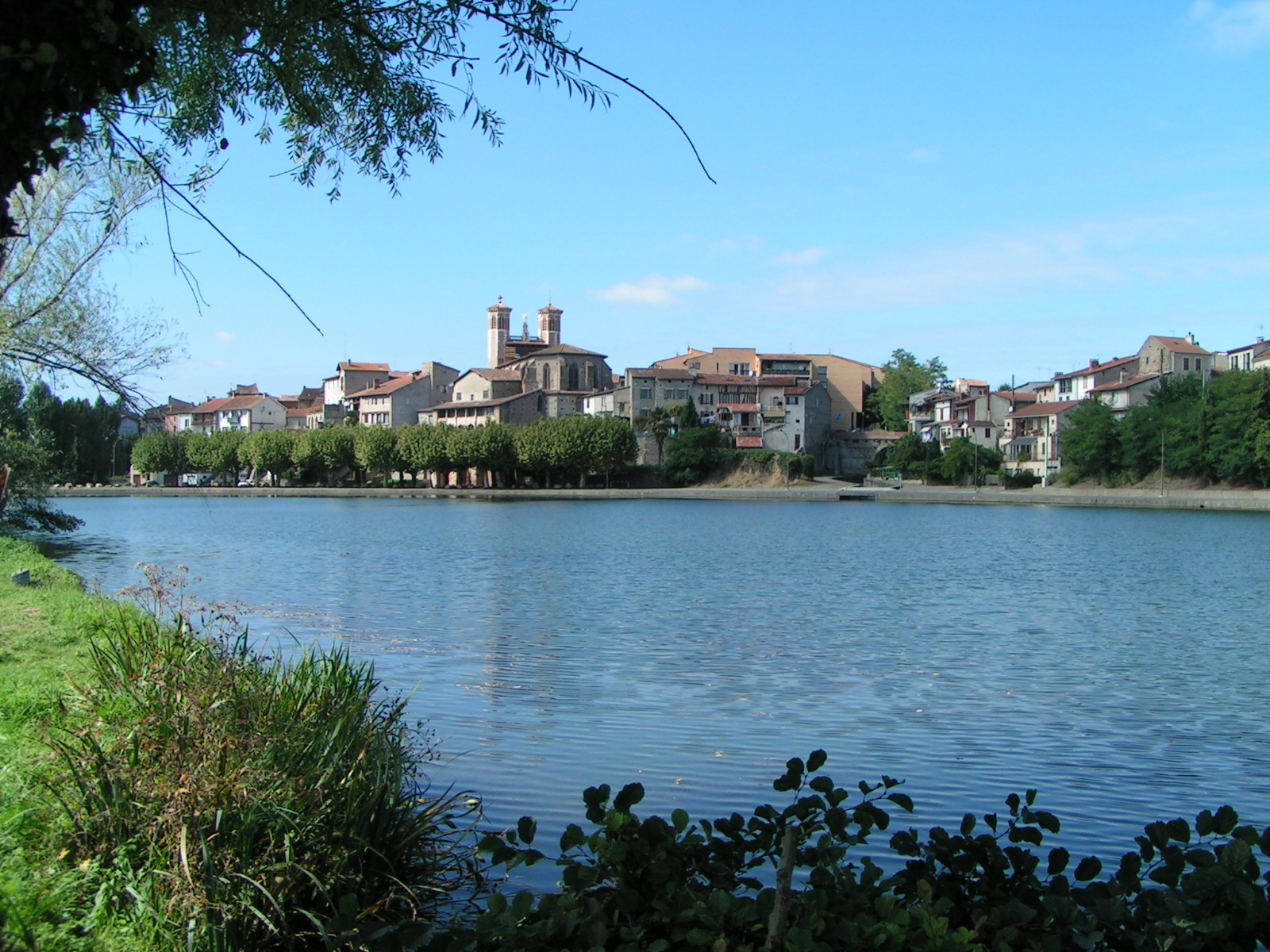
Blick auf Cazères über die Garonne

Cazères liegt in der historischen Grafschaft Comminges, 60 km südlich von Toulouse am Fluss Garonne und seinem Zufluss Bernès. Umgeben wird Cazères von den Nachbargemeinden Lavelanet-de-Comminges im Norden, Saint-Julien-sur-Garonne im Nordosten, Gensac-sur-Garonne im Osten, Saint-Christaud im Südosten, Couladère und Saint-Michel im Süden, Palaminy im Südwesten, Mondavezan im Westen und Nordwesten sowie Le Fousseret im Norden und Nordwesten.
Durch die Gemeinde führen die Autoroute A64 und die frühere Route nationale 125.

## Geschichte
Die Geschichte des Ortes geht auf eine römische Siedlung, das historische Aquae Siccae zurück.

### Bevölkerungsentwicklung
| 1962                      | 1968 | 1975 | 1982 | 1990 | 1999 | 2006 | 2011 | 2019 |
| ------------------------- | ---- | ---- | ---- | ---- | ---- | ---- | ---- | ---- |
| 3050                      | 3405 | 3419 | 3294 | 3155 | 3260 | 3898 | 4781 | 4799 |
| Quelle: Cassini und INSEE |      |      |      |      |      |      |      |      |

## Sehenswürdigkeiten

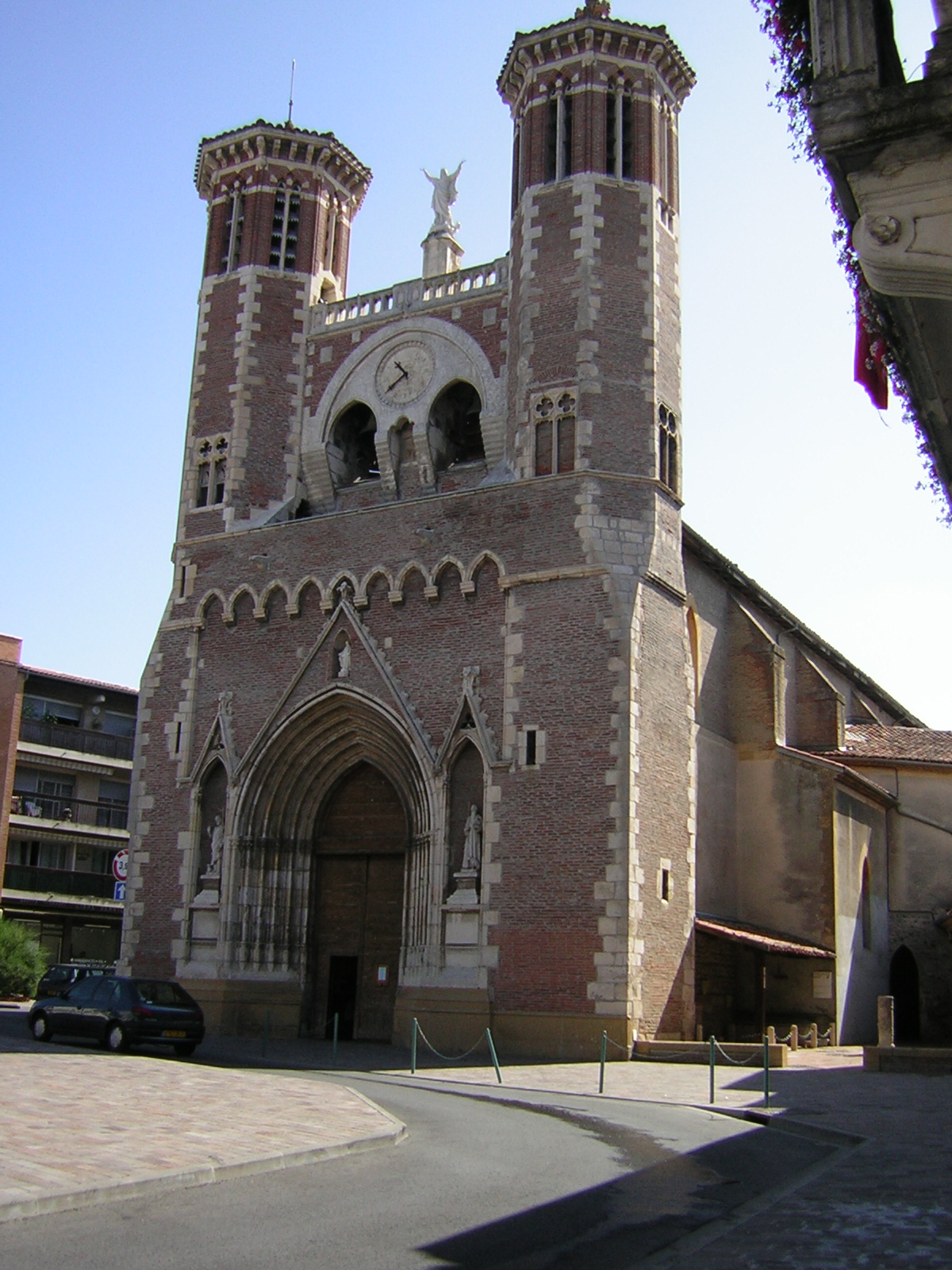
Kirche Notre-Dame

- Kirche Notre-Dame aus dem 13./14. Jahrhundert mit sehenswertem Taufbecken, Monument historique seit 1926
- Kreuzgang des alten Kapuzinerkonvents
- Haus Case, einstmals Gebäude der Abtei von Montserrat, heute Tourismusbüro
- Brücke über die Garonne
- Waschhaus
- Markthalle

Siehe auch: Liste der Monuments historiques in Cazères

## Persönlichkeiten
- Marcel Lanfranchi (1921–2013) und Jean Lanfranchi (1923–2017), Fußballspieler
- Jean-Marc Ferratge (* 1959), Fußballspieler und -trainer
- Raoul Serres (1881–1971), Graveur und Illustrator

## Gemeindepartnerschaften
Mit der spanischen Gemeinde Collbató in Katalonien besteht seit 1986 eine Gemeindepartnerschaft.